# Operation Corned Beef
Operation Corned Beef ist eine französische Action-Komödie von Jean-Marie Poiré aus dem Jahr 1991 mit Christian Clavier und Jean Reno in den Hauptrollen.

## Handlung

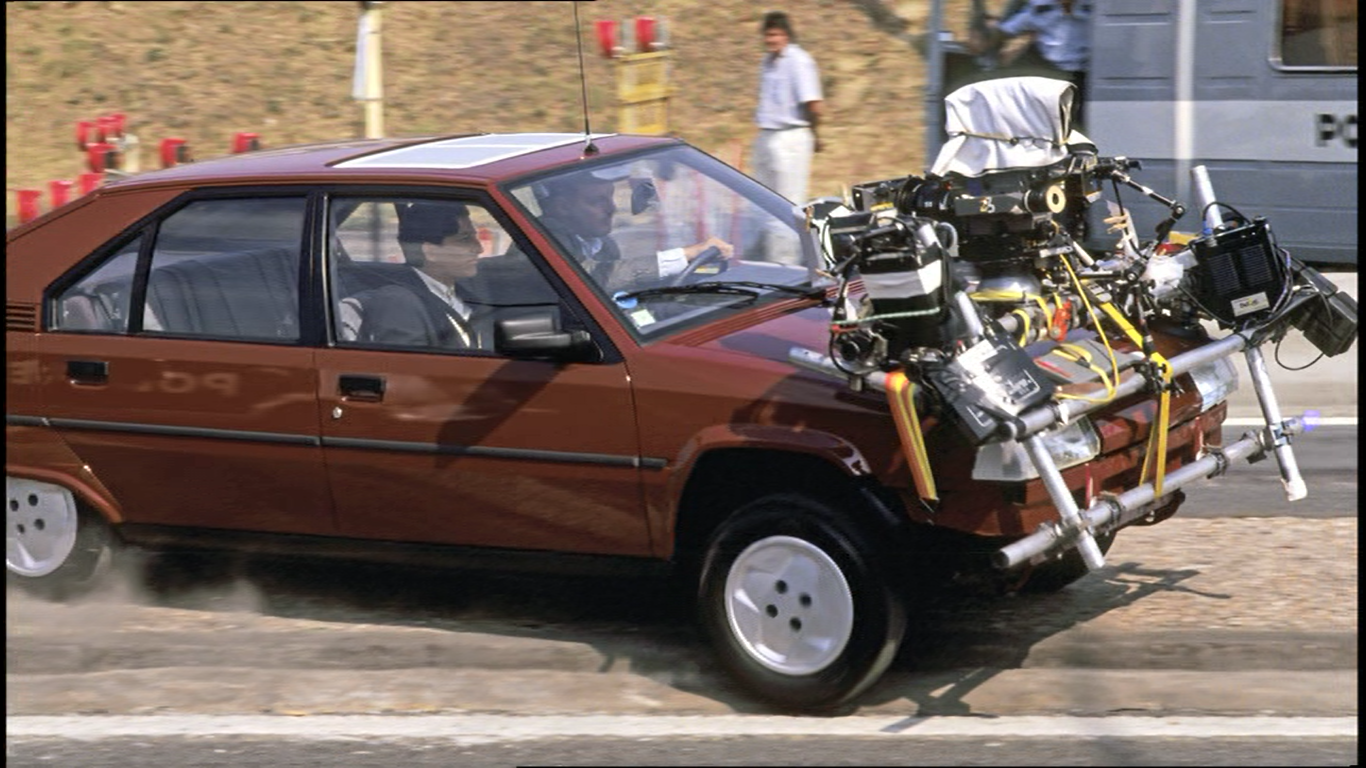
Citroën BX 16 TGS im Farbton „Delage“

Der Film beginnt in Bogotá in Kolumbien. Geheimagent Philippe Boulier, auch der „Hai“ genannt, ist verantwortlich für die Überwachung der Handlungen von Augusto Zargas, einem ehemaligen argentinischen Colonel und aktuellen Waffenhändler. Um die Bewegungen von Augusto Zargas zu verfolgen, versteckt der französische Geheimdienst DGSE ein Mikrofon im Verlobungsring von Marie-Laurence Granianski, einer Dolmetscherin für den Generalkonsul und einem von Zargas' Mitarbeitern.
Der Plan droht zu scheitern, als Frau Granianski ein paar Tage frei nehmen will, um ihrem Hochzeitstag mit ihrem Mann, dem Unternehmenspsychologe Jean-Jacques, zu feiern. Boulier versucht, die Beziehung des Paares zu sabotieren, indem er sich einen fingierten Seitensprung einfallen lässt mit dem Ziel, dass Frau Granianski im Konsulat bleibt. Jedoch weiß Boulier nicht, dass der Geheimdienst ausgerechnet seine eigene Verlobte, die Agentin Isabelle, auf Jean-Jacques Granianski ansetzt. Als der cholerische Boulier dies herausfindet, nimmt seine Eifersucht überhand und droht den Auftrag zu vereiteln. Doch schlussendlich kann Boulier die Mission erfolgreich beenden und Granianski versöhnt sich wieder mit seiner Ehefrau.

## Hintergrund
Der Film wurde großteils in Paris gedreht, unter anderem im zwei Jahre zuvor eröffneten Parc Astérix. 1999 spielte Hauptdarsteller Christian Clavier in der ersten Realverfilmung von Asterix selber die Titelrolle. In den französischen Kinos lief der Film ab dem 6. Februar 1991, Kinostart in Deutschland war am 13. Juni 1991.

## Kritiken
„Aufwendig inszenierte Action-Komödie, die Blödeleien, parodistische Elemente und Slapstick mischt, ohne über zündende Einfälle zu verfügen; ebenso dümmlich wie albern.“

„Mit Christian Clavier und Jean Reno entdeckte Regisseur Jean-Marie Poiré ein Komikerpaar im Stil von Pierre Richard und Gérard Depardieu, ein ebenso gegensätzliches wie schrulliges Duo.“

„Die burleske Action-Komödie um den Konflikt zwischen uneingeschränktem Dienst am Vaterland und bohrender Eifersucht nimmt augenzwinkernd den kompletten Männer-Ehrenkodex aufs Korn. [...] In der Rolle des Agenten ohne Furcht und mit wenig Tadel im Dienste der Grande Nation überzeugt Tieftaucher Jean Reno ("Im Rausch der Tiefe"), an seiner Seite als nicht ganz freiwilliger Ehebrecher der auch über die Staatsgrenze hinaus bekannte französische Schauspieler Christian Clavier. Witzige Unterhaltung nicht nur für frankophile Filmfreunde.“